# Francesco Pescador
Francesco Pescador (Farra d'Alpago, 16 ottobre 1914 – Massa, 2 marzo 2008) è stato un fumettista e illustratore italiano.

## Biografia
Esordì insieme allo sceneggiatore Amilcare Medici, nel 1944, per dedicarsi nella sua lunga carriera a disegnare numerose serie a fumetti. Per la Ventura Editore firma due adattamenti di opere di R. L. Stevenson e altri racconti a fumetti.
Realizzò per il quotidiano Milano Sera trasposizioni a fumetti di romanzi oltre a una biografia di Giuseppe Garibaldi. Ideò insieme a Leonello Martini dal 1949 al 1952 la serie Tony Boy edita dalle Edizioni Victory per oltre un centinaio di numeri e pubblicata anche in Francia. Per la Victory realizzò una versione a fumetti di Pinocchio. Dal 1951 al 1952 illustrò anche la serie Tony Sceriffo. Dalla metà degli anni Cinquanta contribuisce con molte storie alle testate comboniane Vom Tam Tam e Il Piccolo Missionario.  Per Carlo Signorelli Editore curò anche le copertine di varie monografie, fra le quali quelle di Pacifico Fiori.
Realizzò anche copertine per la serie western Piccolo Sceriffo oltre a illustrazioni per libri scolastici. Negli anni settanta collabora con il Corriere dei Ragazzi mentre, per l'editore Renzo Barbieri, realizza una serie di biografie a fumetti di santi dal 1979 al 1982, sceneggiate da Giò Signori. Negli anni novanta ha lavorato per l'agenzia Staff di If realizzando illustrazioni per riviste di enigmistica.